# Gran Premio di Francia 1973
Il Gran Premio di Francia 1973, LIX Grand Prix de France e ottava gara del campionato di Formula 1 del 1973, si è svolto il 1º luglio sul Circuito Paul Ricard ed è stato vinto da Ronnie Peterson su Lotus-Ford Cosworth.

## Qualifiche
| Pos | No | Pilota               | Costruttore       | Squadra                        | Tempo   | Gap   |
| --- | -- | -------------------- | ----------------- | ------------------------------ | ------- | ----- |
| 1   | 5  | Jackie Stewart       | Tyrrell-Ford      | Elf Team Tyrrell               | 1:48.37 |       |
| 2   | 8  | Jody Scheckter       | McLaren-Ford      | Yardley Team McLaren           | 1:49.18 | +0.81 |
| 3   | 1  | Emerson Fittipaldi   | Lotus-Ford        | John Player Team Lotus         | 1:49.36 | +0.99 |
| 4   | 6  | François Cevert      | Tyrrell-Ford      | Elf Team Tyrrell               | 1:49.39 | +1.02 |
| 5   | 2  | Ronnie Peterson      | Lotus-Ford        | John Player Team Lotus         | 1:49.45 | +1.08 |
| 6   | 7  | Denny Hulme          | McLaren-Ford      | Yardley Team McLaren           | 1:49.68 | +1.31 |
| 7   | 14 | Jean-Pierre Jarier   | March-Ford        | STP March Racing Team          | 1:50.69 | +2.32 |
| 8   | 10 | Carlos Reutemann     | Brabham-Ford      | Motor Racing Developments Ltd  | 1:50.75 | +2.38 |
| 9   | 19 | Clay Regazzoni       | BRM               | Marlboro BRM                   | 1:50.99 | +2.62 |
| 10  | 4  | Arturo Merzario      | Ferrari           | Scuderia Ferrari SpA SEFAC     | 1:51.17 | +2.80 |
| 11  | 23 | Mike Hailwood        | Surtees-Ford      | Brooke Bond Oxo Team Surtees   | 1:51.17 | +2.80 |
| 12  | 3  | Jacky Ickx           | Ferrari           | Scuderia Ferrari SpA SEFAC     | 1:51.44 | +3.07 |
| 13  | 9  | Andrea De Adamich    | Brabham-Ford      | Ceramica Pagnossin Team MRD    | 1:51.53 | +3.16 |
| 14  | 27 | James Hunt           | March-Ford        | Hesketh Racing                 | 1:51.63 | +3.26 |
| 15  | 20 | Jean-Pierre Beltoise | BRM               | Marlboro BRM                   | 1:51.67 | +3.30 |
| 16  | 12 | Graham Hill          | Shadow-Ford       | Embassy Racing                 | 1:51.70 | +3.33 |
| 17  | 21 | Niki Lauda           | BRM               | Marlboro BRM                   | 1:51.78 | +3.41 |
| 18  | 24 | Carlos Pace          | Surtees-Ford      | Brooke Bond Oxo Team Surtees   | 1:51.88 | +3.51 |
| 19  | 11 | Wilson Fittipaldi    | Brabham-Ford      | Motor Racing Developments Ltd  | 1:52.07 | +3.70 |
| 20  | 16 | George Follmer       | Shadow-Ford       | UOP Shadow Racing Team         | 1:52.30 | +3.93 |
| 21  | 17 | Jackie Oliver        | Shadow-Ford       | UOP Shadow Racing Team         | 1:52.94 | +4.57 |
| 22  | 15 | Reine Wisell         | March-Ford        | Clarke-Mordaunt-Guthrie Racing | 1:53.20 | +4.83 |
| 23  | 26 | Henri Pescarolo      | Iso Marlboro-Ford | Frank Williams Racing Cars     | 1:53.56 | +5.19 |
| 24  | 25 | Howden Ganley        | Iso Marlboro-Ford | Frank Williams Racing Cars     | 1:53.87 | +5.50 |
| 25  | 29 | Rikky von Opel       | Ensign-Ford       | Team Ensign                    | 1:55.55 | +7.18 |

## Gara
| Pos | No | Pilota               | Costruttore       | Giri | Tempo/Ritiro     | Pos. Griglia | Punti |
| --- | -- | -------------------- | ----------------- | ---- | ---------------- | ------------ | ----- |
| 1   | 2  | Ronnie Peterson      | Lotus-Ford        | 54   | 1:41:37.4        | 5            | 9     |
| 2   | 6  | François Cevert      | Tyrrell-Ford      | 54   | + 40.92          | 4            | 6     |
| 3   | 10 | Carlos Reutemann     | Brabham-Ford      | 54   | + 46.48          | 8            | 4     |
| 4   | 5  | Jackie Stewart       | Tyrrell-Ford      | 54   | + 46.93          | 1            | 3     |
| 5   | 3  | Jacky Ickx           | Ferrari           | 54   | + 48.9           | 12           | 2     |
| 6   | 27 | James Hunt           | March-Ford        | 54   | + 1:22.54        | 14           | 1     |
| 7   | 4  | Arturo Merzario      | Ferrari           | 54   | + 1:29.19        | 10           |       |
| 8   | 7  | Denny Hulme          | McLaren-Ford      | 54   | + 1:29.53        | 6            |       |
| 9   | 21 | Niki Lauda           | BRM               | 54   | + 1:45.76        | 17           |       |
| 10  | 12 | Graham Hill          | Shadow-Ford       | 53   | + 1 Giro         | 16           |       |
| 11  | 20 | Jean-Pierre Beltoise | BRM               | 53   | + 1 Giro         | 15           |       |
| 12  | 19 | Clay Regazzoni       | BRM               | 53   | + 1 Giro         | 9            |       |
| 13  | 24 | Carlos Pace          | Surtees-Ford      | 51   | + 3 Giri         | 18           |       |
| 14  | 25 | Howden Ganley        | Iso Marlboro-Ford | 51   | + 3 Giri         | 24           |       |
| 15  | 29 | Rikky von Opel       | Ensign-Ford       | 51   | + 3 Giri         | 25           |       |
| 16  | 11 | Wilson Fittipaldi    | Brabham-Ford      | 50   | + 4 Giri         | 19           |       |
| Ret | 8  | Jody Scheckter       | McLaren-Ford      | 43   | Incidente        | 2            |       |
| Ret | 1  | Emerson Fittipaldi   | Lotus-Ford        | 41   | Incidente        | 3            |       |
| Ret | 23 | Mike Hailwood        | Surtees-Ford      | 29   | Perdita d'olio   | 11           |       |
| Ret | 9  | Andrea De Adamich    | Brabham-Ford      | 28   | Trasmissione     | 13           |       |
| Ret | 15 | Reine Wisell         | March-Ford        | 20   | Surriscaldamento | 22           |       |
| Ret | 16 | George Follmer       | Shadow-Ford       | 16   | Alimentazione    | 20           |       |
| Ret | 26 | Henri Pescarolo      | Iso Marlboro-Ford | 16   | Surriscaldamento | 23           |       |
| Ret | 14 | Jean-Pierre Jarier   | March-Ford        | 7    | Trasmissione     | 7            |       |
| Ret | 17 | Jackie Oliver        | Shadow-Ford       | 0    | Frizione         | 21           |       |

## Statistiche
Piloti
- 1ª vittoria per Ronnie Peterson
- 1° podio per Carlos Reutemann
- 1º Gran Premio per Rikky von Opel

Costruttori
- 51° vittoria per la Lotus
- 1º Gran Premio per la Ensign

Motori
- 59° vittoria per il motore Ford Cosworth

Giri al comando
- Jody Scheckter (1-41)
- Ronnie Peterson (42-54)

## Classifiche

### Piloti
| Pos. | Pilota               | Punti |
| ---- | -------------------- | ----- |
| 1    | Jackie Stewart       | 42    |
| 2    | Emerson Fittipaldi   | 41    |
| 3    | François Cevert      | 31    |
| 4    | Ronnie Peterson      | 19    |
| 5    | Denny Hulme          | 19    |
| 6    | Peter Revson         | 11    |
| 7    | Jacky Ickx           | 8     |
| 8    | Carlos Reutemann     | 7     |
| 9    | Arturo Merzario      | 6     |
| 10   | George Follmer       | 5     |
| 11   | Andrea De Adamich    | 3     |
| 12   | Jean-Pierre Beltoise | 2     |
| 13   | Niki Lauda           | 2     |
| 14   | Wilson Fittipaldi    | 1     |
| 15   | Clay Regazzoni       | 1     |
| 16   | Chris Amon           | 1     |
| 17   | James Hunt           | 1     |

### Costruttori
| Pos. | Team         | Punti |
| ---- | ------------ | ----- |
| 1    | Lotus-Ford   | 52    |
| 2    | Tyrrell-Ford | 51    |
| 3    | McLaren-Ford | 26    |
| 4    | Ferrari      | 12    |
| 5    | Brabham-Ford | 11    |
| 6    | Shadow-Ford  | 5     |
| 7    | BRM          | 5     |
| 8    | March-Ford   | 1     |
| 9    | Tecno        | 1     |